# Peter Folken
Peter Folken (* 20. April 1931 in Kornwestheim; † 5. Mai 2002 in Karlsruhe) war ein deutscher Schauspieler, Hörspielproduzent, Hörspielregisseur, Hörspielautor und Hörspielsprecher. Besonders im Hörspielbereich machte er sich als Sprecher, Regisseur und Autor von Karl-May-Hörspielen bei verschiedenen Labeln einen Namen.

## Leben
Sein Debüt gab der begnadete Sprecher 1953 am Mannheimer Nationaltheater ausgerechnet als Stummer in Max Frischs "Chinesischer Mauer" unter der Regie von Erwin Piscator. Über Trier und Heidelberg kam Folken dann nach Hamburg. Dort besetzte er 1966 als Regisseur an der Kleinen Komödie den damals 22-jährigen Konrad Halver in Lilian Harveys letztem Stück „Olivia“ – es war der Beginn einer wunderbaren Freundschaft. Bis Ende der 70er Jahre entstanden erst für das Label EUROPA, dann für das „PEG“-Label der BASF sowie den Jahreszeiten-Verlag unzählige Kinder-, Jugend- und Erwachsenen-Hörspiele der gemeinsamen „Hafo“-Produktion, deren verkaufte Tonträgerzahl in die Millionenhöhe ging. Danach zog es Folken nach Karlsruhe, wo er in den letzten 20 Jahren am Kammertheater erfolgreich inszenierte und spielte.
Mitten in der Saison ereilte dem auch im zunehmenden Alter jugendlich wirkenden Publikumsliebling auf offener Straße ein Herzinfarkt, dem er wenige Tage später in seiner Wohnung erlag.

## Fernsehen
- 1967 Ein Fall für Titus Bunge – Vorabendserie des ZDF.(Folge 4)[1]

## Hörspiele (Auswahl)

### Öffentlich-rechtliche Hörfunkprogramme
- 1984: Felix Huby: Leiche in Öl oder Der Traum von Costa Rica (Sprecher) – Regie: Bernd Lau (Original-Hörspiel, Kriminalhörspiel – SWF)[5]
- 1984: Elisabeth Wyrambe: Eine Überraschung voller Überraschungen. Kindersendung zum Muttertag (Robbi) – Regie: Elisabeth Wyrambe (Originalhörspiel, Kinderhörspiel – SDR)[6]
- 1994: Thomas Heitlinger: Net zum glauben / Traumgeschichten: Kommissar Sternle un die Hex. Ein badisch-pfälzisches Mundarthörspiel (Manager) – Regie: Hartmut Kirste (Originalhörspiel, Mundarthörspiel – SDR)[7]

### EUROPA
(Quelle: )
- 1967 Der kleine Muck – Sprecher des Mundschenks
- 1967 Tom Sawyer und Huckleberry Finn, (1. Folge) – Sprecher des Dr. Robinson
- 1967 Polizeihubschrauber im Einsatz – Bankraub!! – Sprecher der Flugsicherung Hamburg-Tower und Streifenwagen 60-3 Peter
- 1967 Die Irrfahrten des Odysseus – Sprecher des Hermes
- 1967 Siegfried – Die Nibelungensage – Sprecher des Sängers und des Herolds
- 1968 Der Schatz im Silbersee (1. Folge) – Sprecher des Col. Brinkley
- 1968 Winnetou I (1. Folge) – Hörspielbearbeitung
- 1968 Winnetou I (2. Folge) – Sprecher des Santer und Hörspielbearbeitung
- 1968 Winnetou II (1. Folge) – Hörspielbearbeitung
- 1968 Winnetou II (2. Folge) – Sprecher des Santer und Hörspielbearbeitung
- 1968 Winnetou III (1. Folge) – Hörspielbearbeitung
- 1968 Winnetou III (2. Folge) – Sprecher des Santer und Hörspielbearbeitung
- 1969 Sindbad der Seefahrer – Sprecher des Hassan und des Seeräuberhauptmanns
- 1969 Das Vermächtnis des Inka – Hörspielbearbeitung
- 1969 Der Untergang des Hauses Usher – Sprecher des Sir Roderick Usher
- 1970 Old Surehand 1 – Hörspielbearbeitung
- 1970 Old Surehand 2 – Hörspielbearbeitung
- 1971 Der Graf von Monte Christo – Hörspielbearbeitung
- 1971 Ben Hur – Hörspielbearbeitung
- 1975 Old Firehand 1 – Hörspielbearbeitung
- 1975 Old Firehand 2 – Hörspielbearbeitung
- 1975 Old Shatterhand 1 – Hörspielbearbeitung
- 1975 Old Shatterhand 2 – Hörspielbearbeitung
- 1977 Winnetou I (3. Folge) – Hörspielbearbeitung
- 1977 Winnetou III (3. Folge) – Hörspielbearbeitung

### PEG/Paradiso/BASF/Piccolo
(Quelle: )
- Der Schatz im Silbersee – Sprecher (Großer Bär und unter dem Pseudonym Marcel von Berg Tante Droll) und Produzent
- Durch die Wüste – Regie und Produktion
- Halbblut – Sprecher (Nahum Samuel Timpeund unter dem Pseudonym Marcel von Berg Tante Droll) und Regie
- In den Händen der Sioux – Sprecher (Martin Baumann) und Regie
- Old Firehand – Regie
- Old Surehand 1 – Gefahr in der Wüste – Regie und Sprecher (Tusahga Saritschund unter dem Pseudonym Marcel von Berg Old Surehand)
- Old Surehand 2 – Das Geheimnis des Kolma Puschi – Regie und Sprecher (Tusahga Saritsch und unter dem Pseudonym Marcel von Berg Old Surehand)
- Unter Geiern – Regie und Sprecher unter dem Pseudonym Marcel von Berg (Mexikaner)
- Winnetou I (1. Folge) – In der Gewalt der Apatschen – Produzent
- Winnetou I (2. Folge) – Blutsbrüder – Sprecher (Santer) und Produzent
- Winnetou II (1. Folge) – Sprecher unter Pseudonym Marcel von Berg (Schwarze Feder) und Regisseur
- Winnetou II (2. Folge) – Sprecher (Santer) und Regisseur
- Winnetou III (1. Folge) – Sprecher unter Pseudonym Marcel von Berg (Ko-itse) und Regisseur
- Winnetou III (2. Folge) – Sprecher (Santer) und Regisseur
- Winnetou und Old Shatterhand – Regisseur
- Die Schatzinsel – Sprecher (Kapitän Smollett) und Produzent
- Der rote Freibeuter – Sprecher (Kapitän Heidegger), Regisseur und Hörspielbearbeitung
- Meuterei auf der Bounty – Sprecher (Kapitän Folger) und Regisseur
- Ben Hur – Sprecher (Messala) – Regisseur
- Kurier des Zaren – Hörspielbearbeitung
- Die geheimnisvolle Insel – Regisseur
- Haus der Krokodile – Regisseur
- Die Nibelungen – Siegfried der Drachentöter – Regisseur
- Phantom – Sprecher (Erzähler) und Regisseur
- Aladin und die Wunderlampe – Regisseur und Produzent
- Die Abenteuer Des Huckleberry Finn – Sprecher (Der Alte Finn) und Produzent
- 1974 Ivanhoe und Richard Löwenherz – Regisseur
- 1975 Die Nibelungen – Siegfried der Drachentöter – Regisseur
- 1975 Ben Hur – Sprecher (Messala), Regisseur und Produzent
- 1975 Kung Fu – Die Rache des Unbezwingbaren – Sprecher unter dem Pseudonym Marcel von Berg (2. Wächter1), Regisseur und Produzent
- 1975 20000 Meilen unter dem Meer – Sprecher unter dem Pseudonym Marcel von Berg (Farragut), Hörspielbearbeitung und Regisseur
- 1975 Der rote Freibeuter – Sprecher (Kapitän Heidegger), Regisseur und Hörspielbearbeitung
- 1975 Die Irrfahrten Des Odysseus – Sprecher (Erzähler), Regisseur und Hörspielbearbeitung
- 1976 Buffalo Bill – Der Weiße Pfadfinder – Sprecher unter dem Pseudonym Marcel von Berg (Sitting Bull), Regisseur und Produzent
- 1976 Phantom – Der Geist Der Lebt: Die Ölpiraten – Sprecher (Erzähler) und Regisseur

### Telefunken
(Quelle: )
- 1975 Klaus Störtebeker (Unter Blutroter Flagge) – Sprecher (Keno tom Broke)
- 1975 Richard Löwenherz – Der Schwarze Ritter – Sprecher (Prinz Johann) und Hörspielbearbeitung
- 1975 Oliver Twist – Sprecher (Monks)
- 1975 Die Schweizer Robinson Familie – Sprecher (Vater)
- 1975 Asterix – Der Seher – Hörspielbearbeitung
- 1975 Die Schatzinsel – Sprecher (Schwarzer Hund)
- 1976 Wyatt Earp Und Doc Holliday – Die Clanton-Gang – Regisseur
- 1976 Wyatt Earp II: Kampf Im O. K.-Corral – Sprecher (Doc Holiday und unter dem Pseudonym Marcel von Berg Sam Jenkins),
- 1976 Robin Hood I – Kämpfer für Recht und Freiheit – Sprecher (Prinz Johann) und Regisseur
- 1977 Robin Hood II – Robin Hood und der König – Sprecher (Prinz Johann) und Regisseur
- 1977 Der Wildtöter – Sprecher (Gespaltene Eiche, Häuptling Der Huronen), Regisseur und Produzent
- 1977 Der Pfadfinder – Sprecher (Pfeilspitze, Häuptling Der Tuscarora), Regisseur und Produzent
- 1979 Mathias Sandorf – Hörspielbearbeitung

### Maritim
(Quelle: )
- 1976 Die Wikinger (1) – Sprecher (König Karl der Einfältige)
- 1976 Die Wikinger (2) – Sprecher (Björn Einarsson, Ragnars Schwiegersohn)

### Auditon
(Quelle:  / Box)
- 1975 Winnetou 1 – Sprecher unter dem Pseudonym Marcel von Berg (Sam Hawkens), Regisseur und Produzent
- 1975 Winnetou 2 – Sprecher unter dem Pseudonym Marcel von Berg (Sam Hawkens), Regisseur und Produzent
- 1975 Winnetou 3 – Hörspielbearbeitung
- 1976 Old Surehand 1 – Sprecher unter dem Pseudonym Marcel von Berg (Mba), Regisseur und Produzent
- 1976 Old Surehand 2 – Sprecher unter dem Pseudonym Marcel von Berg (Wallace), Regisseur und Produzent
- 1976 Der Schatz Im Silbersee – Sprecher (Der Große Wolf), Produzent und Regisseur
- 1977 Der Rote Korsar – Sprecher (Kapitän Heidegger)
- 197? Das Vermächtnis des Inka – Sprecher (Roter Pfeil und unter dem Pseudonym Marcel von Berg Gouverneur), Regisseur und Produzent
- 1978 Sir Francis Drake – Der Pirat Der Königin – Sprecher, Regisseur und Produzent
- 1978 Quentin Durwald – Der Bogenschütze Des Königs – Sprecher (Ludwig XIV., König Von Frankreich), Regisseur und Produzent
- 1978 Der Graf Von Monte Christo – Sprecher (Gerard de Villefort) und Produzent

### Decca
(Quelle: )
- 1977 Prinz Eisenherz – In Den Tagen König Arthurs – Hörspielbearbeitung
- 1977 Prinz Eisenherz II – Der Ritter Der Tafelrunde – Hörspielbearbeitung
- 1979 Prinz Eisenherz III – Das Singende Schwert -  - Hörspielbearbeitung

### Delta Music
(Quelle: )
- Ivanhoe – Hörspielbearbeitung
- Die Irrfahrten des Odysseus – Sprecher (Erzähler und unter dem Pseudonym Marcel von Berg Philokrates) und Hörspielbearbeitung

### Ariola
(Quelle: )
- Das Gespenst von Canterville – Hörspielbearbeitung